# Campiña de Carmona

Municipios de la Campiña de Carmona

La Campiña de Carmona es una comarca española situada en la provincia de Sevilla, en Andalucía.
Comprende los municipios de Carmona, El Viso del Alcor, La Campana y Mairena del Alcor.
Se sitúa en la zona central de la provincia y limita al este con la Comarca de Écija, al sur con la Campiña de Morón y Marchena, al oeste con la Comarca Metropolitana de Sevilla y al norte con la Vega del Guadalquivir.

## Lista de municipios
| Escudo             | Nombre             | Población (2022) | Superficie (km²) | Densidad (hab./km²) |
| ------------------ | ------------------ | ---------------- | ---------------- | ------------------- |
|                    | Carmona            | 29.279           | 923,62           | 31,7                |
|                    | Mairena del Alcor  | 23.938           | 70,67            | 338,7               |
|                    | El Viso del Alcor  | 22.872           | 19,92            | 1148,2              |
|                    | La Campana         | 5.177            | 126,13           | 41                  |
| Campiña de Carmona | Campiña de Carmona | 81.266           | 1.140,34         | 71,3                |